# Terre du Prince-Harald
La Terre du Prince-Harald est une terre de l'Antarctique, qui s'étend sur une portion de côte de la Terre de la Reine-Maud qui englobe la Baie de Lützow-Holm. Elle est découverte par Viggo Widerøe (en), Nils Romnaes, et Ingrid Christensen le 4 février 1937 et nommée en hommage au prince Harald, fils du roi Olav V de Norvège, né quelques jours après la découverte.